# Droits (métadonnée)
Pour les articles homonymes, voir Droit (homonymie).
Les droits sont un élément de métadonnée du standard Dublin Core, utilisé pour fournir un lien d’information au sujet de droits détenus entourant une source.
Généralement, l’élément des droits contiendra un énoncé de gestion des droits pour la source ou la référence du service fournissant cette information. L’information sur les droits englobe habituellement, les droits de propriété intellectuelle (DPI), les droits d’auteur et divers droits de propriété. Si l’élément des droits est absent, aucune hypothèse ne peut être faite au sujet du statut de ces droits ou de tous autres droits en regard de la source.